# Cécile Merguillier
Cécile Merguillier (née Annette Chamblay le 11 novembre 1861 à Paris et morte le 30 décembre 1938 à Meudon) est une soprano française de la fin du XIXe siècle.

## Biographie
Sa mère était cantinière et son père flûtiste, dans le même régiment, devenu clarinettiste, l'a reconnu tardivement.
Cécile Merguillier est entendue par Christine Nilsson à Cannes et reçoit de la grande cantatrice une recommandation pour Ambroise Thomas, qui la fait d'abord entrer, à peine âgée de seize ans, au Conservatoire de musique et de déclamation à Paris comme auditrice dans la classe de Henri Potier, dont Eugène Archainbaud prend la succession, avec aussi pour professeur Ernest Mocker. Elle obtient le premier prix de chant au Conservatoire de musique et de déclamation en 1880. Elle juge prudent de demeurer encore un an à l'école de la rue Bergère pour compléter ses études lyriques. Elle est donc restée quatre ans au Conservatoire.
Elle débute à l'Opéra-Comique, le 28 décembre 1881, dans le rôle de Coraline du Toréador et reprend ensuite les rôles dans Philémon et Baucis (11 fév. 1882) ; Les Diamants de la couronne (13 septembre 1882) ; Giralda (24 janv. 1883) ;  le rôle de Micaëla dans Carmen (21 avril 1883), Dinorah dans Le Pardon de Ploërmel (16 septembre 1883), dans le rôle titre dans Haydée d'Auber (28 octobre 1885), dans le rôle de Teresa dans Benvenuto Cellini en 1886, dans la Sirène d'Auber en janvier 1887, dans Le Pré aux clercs, le 24 mai 1887. Le lendemain, elle est sur scène, lors de l'incendie qui détruit la Salle Favart pendant la représentation du premier acte de Mignon où elle chante le rôle de Philine qu'elle redonne le 31 décembre 1891. Elle chante dans Manon, et Le Barbier de Séville en février 1898.
Elle se produit au Grand Théâtre de Bordeaux dans Mireille en 1895 ; au Casino de Vichy dans Faust en 1894, dans Galathée de Victor Massé en 1895. Elle fait partie de la troupe de l'Opéra de Vichy en 1896, 1898 et 1899, où elle triomphe dans Faust et dans Les Huguenots.

## Enregistrements
- Cylindre phonographique Edison (1907-1909) [(fr) Roméo et Juliette. Je veux vivre dans le rêve (page consultée le 18 octobre 2017)]

## Sources
- Le Monde artiste puis "illustré", Paris, 1862-1914 (lire en ligne), lire en ligne sur Gallica